# José Félix Patiño
José Félix Patiño Restrepo (San Cristóbal, 15 de febrero de 1927-Bogotá, 26 de febrero de 2020) fue un médico y académico colombiano.

## Biografía

### Primeros años y estudios
De padres colombianos, bachiller del Gimnasio Moderno (Bogotá), estudiaba Medicina en la Universidad Nacional de Colombia cuando en 1948, debido al "bogotazo" del 9 de abril de 1948 abandonó el país para transferirse a la Universidad de Yale; terminó sus estudios en Yale en 1952, donde se graduó con tesis laureada con el Premio Borden. La tesis, titulada "The transplantation of embryonic endocrine tissues", incluye el primer (y hasta ahora único en la literatura) trasplante exitoso de corteza suprerrenal en un paciente con Enfermedad de Addison (insuficiencia suprarrenal). Completó su especialización en cirugía general, torácica y cardiovascular en el Centro Médico de Yale. Durante su residencia en cirugía ideó y desarrolló experimentalmente el "Shunt cavo-pulmonar" para el tratamiento de ciertas anomalías congénitas del corazón. Hoy se lo conoce como la "Operación de Patiño-Glenn" o "Shunt de Patiño-Glenn" (William W.L. Glenn fue su profesor de cirugía cardiovascular en Yale).

### Carrera
En 1958 regresa a Colombia y se vincula como docente a la Universidad Nacional de Colombia. Fue jefe del Departamento de Cirugía del Hospital Universitario de La Samaritana en Bogotá por varios años, donde produjo buena parte de su obra científica. Fue en esa institución donde inició la nutrición clínica como disciplina especializada e implantó por primera vez en Colombia y en América Latina la técnica de la nutrición parenteral total. Fue el primer Director Ejecutivo de la Asociación Colombiana de Facultades de Medicina (ASCOFAME).
Entre 1962 y 1963 fue Ministro de Salud Pública, durante la Presidencia de Guillermo León Valencia: como ministro implantó en Colombia las drogas genéricas para bajar los costos de los medicamentos. Entre 1964 y 1966 fue Rector de la Universidad Nacional de Colombia. Emprendió entonces la reforma más importante en la historia de la Universidad, modernizando su estructura: redujo de 34 a 11 el número de facultades mediante la "integración" que permitió la creación de las tres grandes facultades de la Universidad: Facultad de Ciencias, Facultad de Artes y Arquitectura y Facultad de Ciencias Humanas para apoyar la implementación de los "estudios generales" en la Institución. También multiplicó el número de carreras; en el aspecto financiero logró triplicar el presupuesto; y en el académico modernizó los currículos y amplió el profesorado de tiempo completo y de investigadores vinculando a los mejores intelectuales de Colombia y América Latina. Ello se realizó en forma simultánea con un ambicioso Plan de Desarrollo que se tradujo en la ampliación de la planta física, de los laboratorios, la creación de museos y la construcción de edificios como el Auditorio León de Greiff, la Biblioteca Central, el Edificio de la Administración, dormitorios y una gran cafetería para el bienestar estudiantil y otros.
En 1966 fue elegido Director Ejecutivo de la Federación Panamericana de Asociaciones de Facultades de Medicina (FEPAFEM) por lo cual, ya consolidada la "Reforma Patiño" en la Universidad Nacional, se retiró de la rectoría; ocupó este nuevo cargo por diez años, y al trasladarse la sede de FEPAFEM a Caracas, continuó al frente de la Oficina de Recursos Educacionales en Bogotá. Desde entonces se consolidó como líder de las actividades médicas de toda América Latina. Destacado como cirujano y educador médico, llegó a ser Presidente de la Academia Nacional de Medicina de Colombia, Presidente de la Sociedad Internacional de Cirugía (el único latinoamericano que ha llegado a esa posición) y de la Federación Latinoamericana de Cirugía (FELAC). Miembro Honorario del American College of Surgeons y de la American Surgical Association, es también miembro de numerosas sociedades y academias del mundo. Es uno de los fundadores de la Fundación Santa Fe de Bogotá, que opera su Hospital Universitario. Lideró el grupo de trabajo que creó la nueva Facultad de Medicina de la Universidad de los Andes. Hoy es Jefe Honorario del Departamento de Cirugía del Hospital Universitario de la Fundación Santa Fe de Bogotá, Doctor honoris causa y Profesor Honorario de la Universidad Nacional de Colombia, Maestro en Cirugía honoris causa de la Universidad de Antioquia y Profesor Honorario de la Universidad de los Andes. En 2011, el Ministerio de Educación Nacional de la República de Colombia le otorgó la Orden Simón Bolívar a la vida y obra meritoria en educación, galardón entregado al profesor Patiño de manos del Presidente de Colombia, Juan Manuel Santos Calderón. Ha sido miembro del Consejo Superior de la Universidad de los Andes y desde 2012 miembro del Consejo Superior Universitario de la Universidad Nacional de Colombia.
La Universidad Nacional de Colombia creó en 2015 la Cátedra Patiño Restrepo como reconocimiento académico a la labor del Dr. Patiño en el desarrollo de la educación superior del país y, en especial, por su importante papel en la transformación de la Universidad Nacional de Colombia con el diseño e implementación de la "Reforma Patiño", una de las reformas más profundas y duraderas en la Universidad.

### Otras actividades y legado
Fue autor de varios textos, entre ellos "Lecciones de Cirugía", adoptado como libro de estudio por muchas facultades de medicina en Latinoamérica, "Metabolismo, Nutrición y Shock", que lleva cuatro ediciones, "Fisiología de la Respiración, Gases Sanguíneos e Insuficiencia Respiratoria Aguda", que lleva siete ediciones, y de más de 500 publicaciones entre artículos, capítulos de libros, prólogos y artículos periodísticos. Fue además un reconocido humanista y amante de la música clásica, especialmente de la ópera. Escribió una biografía de María Callas, que ya tiene cuatro ediciones, la última de las cuales vio la luz en 2012 bajo el Sello Editorial de la Universidad Nacional de Colombia. De esta misma Editorial es su libro Humanismo, medicina y ciencia (abril de 2011). Su más reciente publicación "Pensar la medicina" (2014), publicada en la Universidad Nacional de Colombia, presenta sus reflexiones sobre la profesión después de 60 años de practicarla, enseñarla y pensarla.
Poseía una rica biblioteca personal con más de 13 500 volúmenes, colección que fue donada a la Universidad Nacional de Colombia y e inaugurada 15 de febrero de 2017 con el nombre de "Biblioteca José Félix Patiño Restrepo", entre la que se encuentran ejemplares importantes como la primera edición de Cien años de Soledad, autografiada por Gabo, cinco tomos de la primera enciclopedia de la humanidad. La biblioteca incluía varios libros antiguos, cerca de 400, que como bibliófilo coleccionó a través de sus viajes. Por ejemplo, la primera edición en español de la Historia Natural de Cayo Plinio Segundo (23 d. C. – 79 d. C.) y la primera en inglés de 1601. También una edición réplica de "Comedias, Historias y Tragedias" de 1623, libro por el que el mundo conoció a Shakespeare.
Falleció en Bogotá el 26 de febrero de 2020 a los 93 años.